# Koppi Károly
Koppi Károly (eredeti keresztneve József) (Vác, 1744. február 26. – Nagykároly, 1801. április 6.) történetíró, egyetemi tanár, piarista pap.

## Életpályája: tanulmányai és munkahelyei
1759-ben belépett Privigyén a piarista rendbe, ekkor keresztnevét elhagyta, és a Károly szerzetesi nevet vette fel. A kegyes tanító rendbe lépése után, 1762-ben Korponán tanított alsóbb osztályokban, mint próbaéves tanár.
1763–1764-ben Kecskeméten volt bölcsészhallgató, filozófiát végzett. 1765-ben a váci kollégiumban tanított, majd 1766–1768-ban Nyitrán volt teológus, ahol áldozópappá szentelték. 1769‒1770 között Nagykárolyban, a következő évben Vácon, azután két évig Nyitrán retorikát és poétikát tanított.1774-ben Nagyszombatban bölcseleti doktorrá avatták, majd Fekete János gróf Bécsbe hívta fia nevelőjének. Egy év itt tartózkodás után a pesti gimnáziumba küldték, ahol két évig a filozófia előadásokat tartotta. 1777‒1779-ben a kassai akadémián történelem tanár és könyvtáros volt. Három év múlva a kolozsvári akadémiára helyezték át, ahol 1783-ig szintén történelmet tanított. 1784-ben Dessewffy József gróf nevelője volt. Az év végén már a pesti egyetem világtörténelem tanára lett 1796-ig. Ez idő alatt, 1787‒1788 között, a bölcseleti kar dékánja is volt, s különösen a pesti ifjúság magyarosítása körül szerzett kiváló érdemeket. Állását 1795-ben azért vesztette el, mert túlzottan hazafias szellemű előadásokat tartott, támogatta a francia alkotmányt és barátja volt a Martinovics-mozgalomban vezető szerepet vállaló Hajnóczy Józsefnek. Pestről távozva Máramarosszigetre került, ahol 1797‒1799-ben alrektor volt, majd 1800‒1801-ben Nagykárolyban rektori tisztet töltött be egészen haláláig. Hamvaira Dessewffy József gróf írt epitaphiumot.
A felvilágosodás híve volt és meggyőződéses jozefinista. 1790-ben Rousseau népfelség-elve alapján alkotmánytervezetet is készített, s a nemesi-nemzeti mozgalom reformista irányzatát támogatta. Hangsúlyozta a nemzet kiválasztó jogát, valamint a mindenkire érvényes emberi jogokat hirdette.

## Szerepe a 18. század végi nemesi-értelmiségi reformmozgalomban
Koppi Károly aktív tagja volt az 1770-es évek végén Magyarországon megjelent szűk értelmiségi csoportjának, mely a felvilágosodás eszméi hatására jött létre.  Életútjának főbb szakaszai közül az 1765-ös és 1771-es váci működése, rövid bécsi tartózkodása, az 1777‒1779 közötti kassai tevékenysége, az 1780‒1783-as kolozsvári történelemtanári munkássága és természetesen az 1784‒1796 közötti pesti egyetemi tanári megbízatása a legjelentősebb. Ezeken a helyeken ismerkedett meg ugyanis azokkal a személyekkel, akik egész politikai tevékenységére nagy hatást gyakoroltak.

### Váci évek
Vácott került kapcsolatba Palásthy Mártonnal, aki ekkor az intézmény hallgatója volt, és Koppi is tanította. 1780‒1783 között levelezést is folytatott vele, mely által bepillantást nyerhetünk a korabeli hivatalnoki életmódba, a levelezőkre ható eseményekbe, a történettudomány korabeli állásába, és többek között II.József folyamatban lévő reformjainak fogadtatásába. A később több európai országot bejárt Palásthy Ürményi József pártfogoltjaként került a Magyar Királyi Udvari Kancelláriához, ahol 1781-ben már kancellistaként, a következő évben pedig fogalmazóként tevékenykedett. Minden bizonnyal Palásthy révén került kapcsolatba Koppi a szabadkőművességgel és neki köszönhette, hogy 1784-ben egyetemi tanárrá nevezték ki. Koppit leginkább a vallásügyi, alkotmányjogi, gazdasági és oktatásügyi reformok érdekelték, később maga is ezekkel a kérdésekkel foglalkozott behatóan.

### Kassai évek
Kassán Koppi számos, a későbbiekre nézve jelentős ismeretséget kötött. Itt kollégája volt Simai Kristóf, akivel valószínűleg már Vácon és rövid pesti tartózkodása alatt is együtt dolgozott. Az új ismeretségek közül főként Orczy Lőrinccel, Kazinczy Ferenccel, Révai Miklóssal, Batsányi Jánossal és Baróti Szabó Dáviddal kötött barátságát kell megemlítenünk. Velük későbbi munkássága alatt is kapcsolatban maradt.

### Kolozsvár és Pest
Egy újabb értelmiségi csoport megismerését hozta az 1780‒1783-as kolozsvári tartózkodás, ahol szintén történelmet oktatott. Az itt élőkkel, főként Batthyány Ignác püspökkel, Benkő Józseffel, Cornides Dániellel és Teleki Sámuellel, a kassai körtől eltérően nem politikai, hanem főleg tudományos tárgyú levelezést folytatott. E kapcsolatrendszer kiteljesedését hozta az 1784-ben kezdődő pesti tartózkodás időszaka. Itt lett egyetemi kollégája többek között Kreil Antal,Abaffy Ferenc és id. Ráday Gedeon, de itt teljesedett ki oktatói és tudományos pályája is, egészen addig, amíg politikai okokból el nem kellett hagynia a katedrát.

### Máramarossziget és Nagykároly
Életének utolsó szakasza Máramarosszigeten és Nagykárolyban már a visszavonultság jegyében telt. Azonban ezeket az éveket sem töltötte tétlenségben: ekkor készítette el a kereskedelmi akadémia alapításáról szóló tervezetét.

### Politikai hatása
A piarista rend meggyengült anyagi helyzete és létbizonytalanság miatt 1782-ben Koppi Károly és 57 rendtársa a rendi tevékenységi körön kívül kerestek boldogulást, s már nem maradt sokáig feltétlen híve a józsefi politikának sem. Koppi szembefordult jozefinizmussal, és sokkal radikálisabb megoldásokat javasolt a politikai viszonyok megreformálására. Szerinte az egyes vallásfelekezetek között nincs lényeges különbség. Nem csoda tehát, hogy az egyházi hierarchia ellen foglalt állást és meg akarta fosztani azt minden világi befolyástól. Hangsúlyozta, az emberi és a polgári jogokra tekintettel kell új törvényeket alkotni. Majd a nemzet erejének fő biztosítékáról, a polgárok számának növeléséről írt, melyet a házasságok ösztönzésével és a közbiztonság növelésével kívánt elérni. Ugyancsak kiemelte, hogy a törvényeknek a nemzet minden tagját alá kell vetni. Kiemelte még az ifjúság nevelésének és a tanítók megbecsülésének szükségességét.
Koppi Károly tehát nem csak a piarista renden belüli reformértelmiségnek egyik kiemelkedő alakja volt, hanem a 18. század végi nemesi-értelmiségi mozgalom egyik meghatározó személyisége is.

## Szabadkőműves pályafutása
A korabeli értelmiség gyűjtőhelyei a szabadkőműves páholyok voltak. Koppi is szabadkőműves volt. A 18. századi Európában a szabadkőműves páholyok mindenütt a reformértelmiség gazdasági, társadalmi, politikai vitáinak színhelyei voltak, ők üdvözlik majd leglelkesebben a modern gondolkodású II. József trónra léptét, türelmi és jobbágyrendeletét, de ők lesznek majd azok is, akik a legkeményebb kritikusai lesznek a jozefinista politikának, főként annak késői szakaszában. Ez híven tükröződik Koppi Károly munkásságában is.
A szabadkőművességbe való felvételéről pontos adatot nem tudunk, egyes vélemények szerint a bécsi Zur wahren Eintracht páholyba léphetett be 1775. évi rövid bécsi tartózkodása alatt. Ez a feltételezés valójában nem tartható, mivel Abafi erre sehol sem utal és mert ez azt jelentené, hogy a felvétele után 11 évig nem működött volna szabadkőműves páholyokban.
Azt tudjuk, hogy Koppi Károly is részt vett a korábban feloszlott Nagyszívűséghez nevű pesti páholy felélesztésében 1786. március 16-án. Az 1787. szeptember 12-én tartott tisztikari választáson Koppi főmester lett. Egy évig vezette páholyt, majd a következő, 1788. december 20-án tartott tisztújításon kincstárnokká választották. A páholymunkákat különböző, a tagok által biztosított helyeken, mint a kegyes rendiek épületében, s 1790. április 24-től Szt. Mihályig éppen Koppi lakásán tartották.

## Művei

### Kiadott munkái
1. De vi corporum infinita =A test végtelen erejéről (Bécs, 1775)
2. Historica tentamina de regibus Hungariae (1777)
3. Historemata pragmatic Hungariae selecta publice declarative I. (1778)
4. Historemata pragmatic Hungariae selecta publice declarative II. (1778)
5. Historemata pragmatic Hungariae selecta publice declarative III. (1778)
6. Historemata selecta de religione in genere primum, tum hungarorum, de caesareologia & literaria historia publice declarativ (1778)
7. Prolusio, dum munus professoris solemniter auspicaretur (Pest, 1784)
8. Prolegomena Historiae ecclesiasticae (Pest, 1786)
9. Praenotationes ad historiam ecclesiae Christianae necessariae = Előzetes gondolatok a keresztény egyház történetéről (1787)
10. Oratio qua vito clar (Pest, 1787)
11. Praelectionum historicarium tomus I. (Pest, 1788)
12. Justa solennia- fordítás németből (Pest, 1788)
13. Historia belli Cosacco-Polonici Conscripta 1676 (Pest, 1789)
14. Jus electionis quondam ab Hungaris exercitum. Historia stirpis Arpadianae = Az egykor a magyarok gyakorolta választójogról, az Árpád nemzetség története (Bécs, 1790) Online
15. Oratio quam viro gratis patriae civibus commemorabili Seniori Gedeoni Comiti de Rada monumentum esse voluit (Pest, 1792) Online
16. Historia universalis tom. I. (1793)
17. Iusta sollemnia [quae] Eminentissimo... Iosepho e comitibus Batthyán solverunt... (Pest, 1800) Online

### Kéziratban megmaradt munkái
1. Coloquium inter Ladilaum Keszthelyi et Carolum Koppi inintinere Vacium (1774)
2. Institutiones phislosophicae (1772‒1774)
3. Fragmenta miscellanea pro propriis pralectionibus in historia universali (1780‒1781)
4. Praelectiones historiae universalis (Pest, 1784‒1785)
5. Commentarii biographici Hungariae reginarum, et vestigia potestatis (1796)
6. Historia religionis et ecclesiae christianae
7. Meditationes et excerpta historica
8. Miscellanea diplomatica Hungariae et Transylvaniae
9. Miscellanea histor, -philologica, mathem, theolog., chemica, philosophica
10. Adversaria pro historia pragmatica
11. Cognitio historica de vetere juventutis educandi ratione
12. Notata de rebus hungaricis
13. Peculium diplomatum Hungaricorum[6]

### Újonnan kiadott munkái
1. "... ut nulla Historiarum vos unquam satietas capiat" : Koppi Károly történészprofesszori székfoglaló előadása 1784-ből, Közreadó: Balogh Piroska, Sic itur ad astra : fiatal történészek folyóirata 12. évf. 4. sz. (A szám önálló címe: H. Balázs Éva professzor tiszteletére) 13-46. oldal
2. Fejezetek egy leveleskönyvből. Palásthy Márton levelei Koppi Károlyhoz, 1780–1783; sajtó alá rend. Balogh Piroska; SZTE Irodalomtudományi Doktori Iskola, Szeged, 2008 (Fiatal filológusok füzetei XVIII-XIX. század)

Fennmaradt még Cornides Dániel és Batthyány József érsek feletti gyászbeszéde is.